# Células neurosecretoras parvocelulares
Las células neurosecretoras parvocelulares son pequeñas neuronas (célula neuroendocrina) que producen hormonas hipotalámicas liberadoras e inhibidoras. Los cuerpos celulares de estas neuronas están ubicados en varios núcleos del hipotálamo o en áreas estrechamente relacionadas con el cerebro anterior basal, principalmente y sobre todo en la zona media del hipotálamo. Todos o la mayoría de los axones de las células neurosecretoras parvocelulares se proyectan hacia la eminencia media, en la base del cerebro, donde sus terminaciones nerviosas liberan las hormonas hipotalámicas. Luego, estas hormonas se absorben inmediatamente en los vasos sanguíneos del sistema hipotálamo-pituitario, que las llevan a la glándula pituitaria anterior, donde regulan la secreción de hormonas en la circulación sistémica.

## Tipos
La región parvocelular del núcleo paraventricular (PVN) de la rata, se puede dividir por su densidad de células y por tamaño en sectores: anterior (PaAP), medial (PaMP), posterior (PaPo) y periventricular (Pe).
Las células neurosecretoras parvocelulares incluyen aquellas que producen:
- Hormona liberadora de tirotropina (TRH), que actúa como principal regulador de la TSH y regulador de la prolactina.[6]
- Hormona liberadora de corticotropina (CRH), que actúa como principal regulador de la ACTH.[7][8][9][10][11]

Las neuronas que contienen la hormona liberadora de corticotropina (CRH) en el núcleo paraventricular del hipotálamo (PVN) inician y controlan las respuestas neuroendocrinas al estrés psicógeno y físico.
- Neurotensina, que actúa como regulador de la hormona luteinizante y la prolactina.[8][13]